# Herbert Gienow
Herbert Gienow (* 13. März 1926 in Hamburg) ist ein deutscher Jurist und ehemaliger Industriemanager.
Bekannt wurde er insbesondere als langjähriger (1974–1991) Vorstandsvorsitzender der Klöckner Werke (heute Salzgitter Klöckner-Werke).